# جی‌وای زن برزنجیر
جی‌وای زن برزنجیر یک ستاره است که در صورت فلکی آندرومدا قرار دارد.